# Sztuczna pochwa

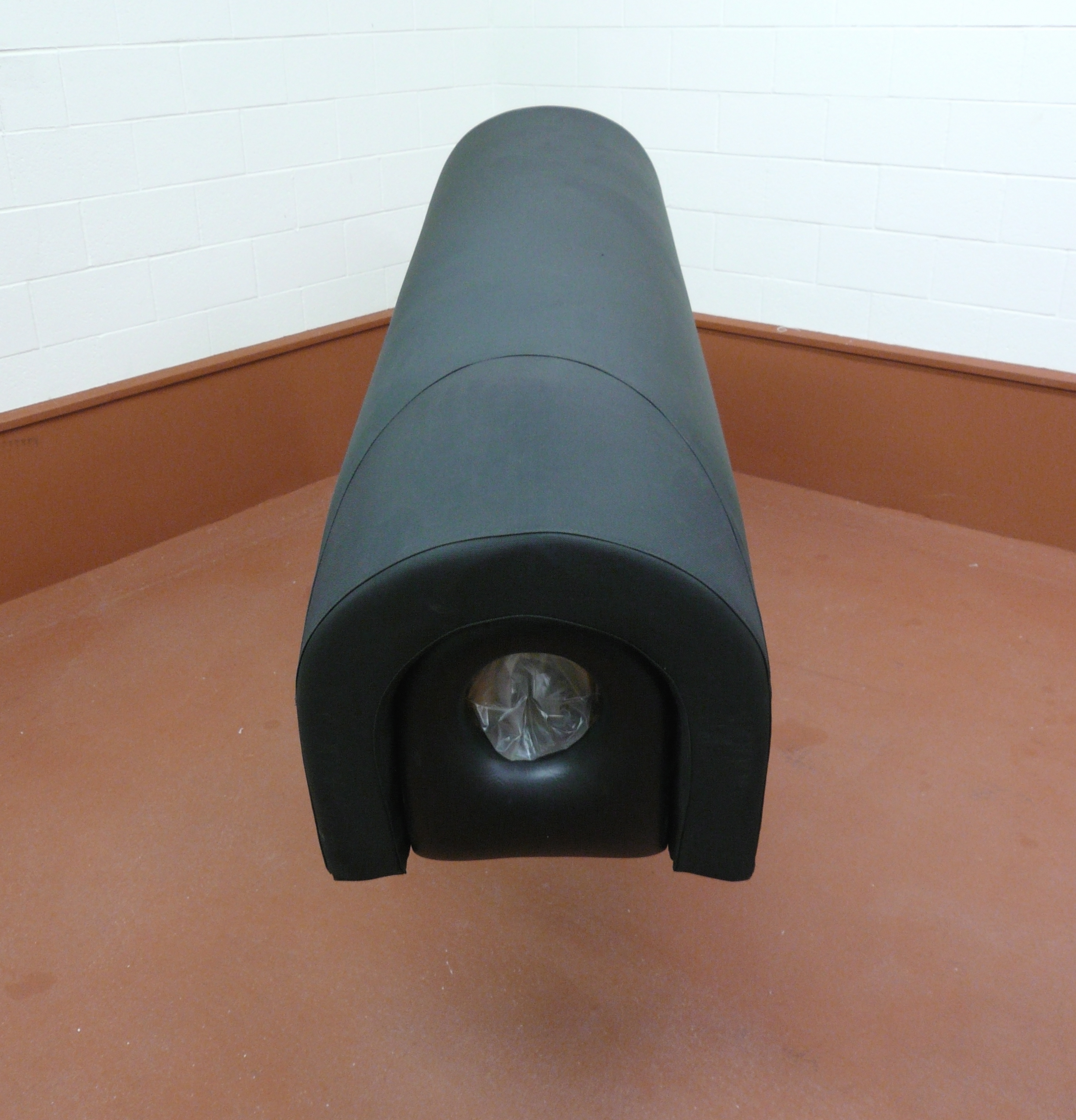
Sztuczna pochwa używana do pobierania nasienia od koni

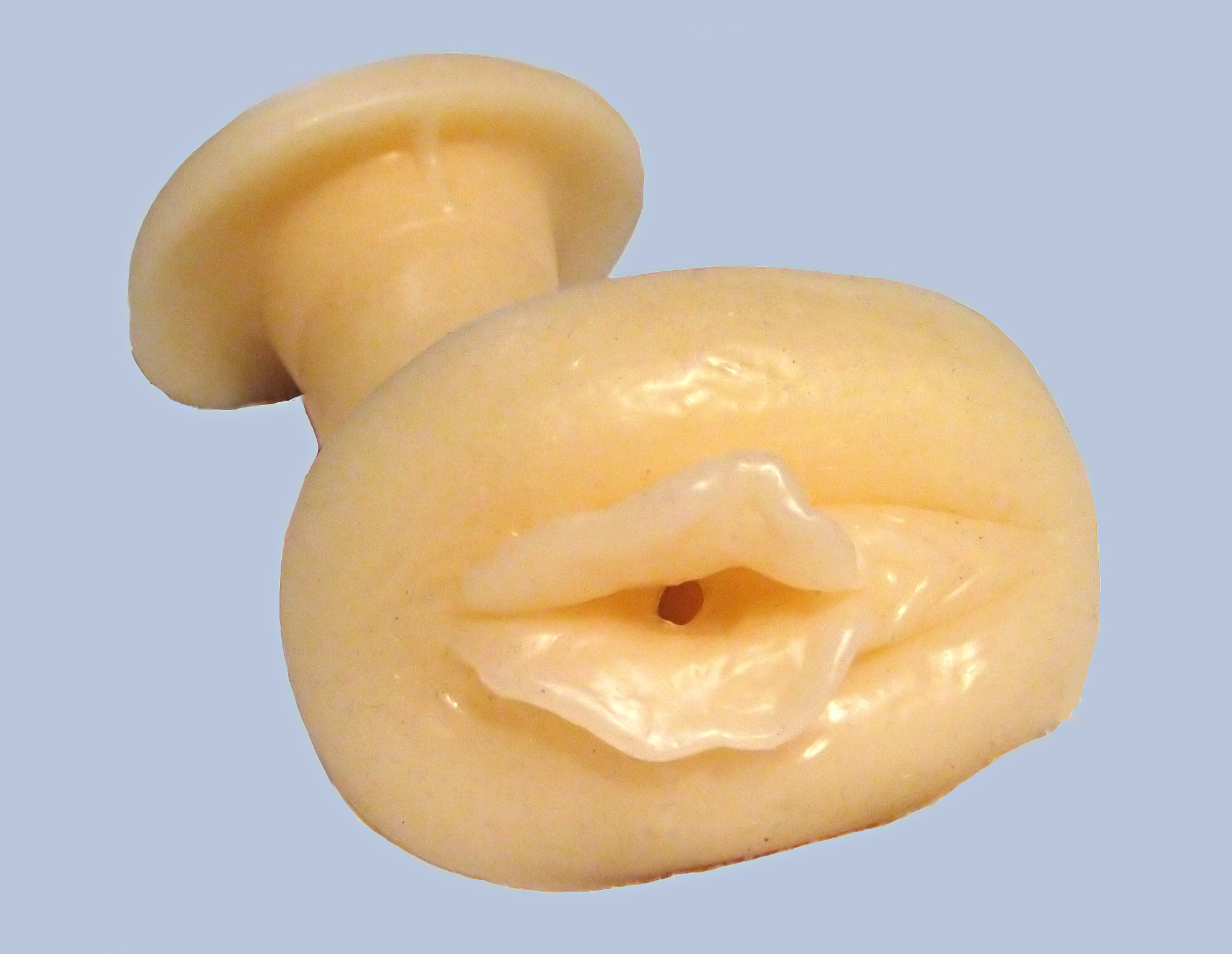
Sztuczna pochwa używana przez mężczyzn do masturbacji

Sztuczna pochwa – przyrząd imitujący kształtem żeński kanał rodny, wykorzystywany w hodowli zwierząt oraz w przemyśle erotycznym.

## Wykorzystanie w rolnictwie
Sztuczna pochwa może być wykorzystana w hodowli zwierząt. Jest wtedy montowana w fantomie i służy do pobierania nasienia od samca (np. knura, byka, buhaja). Podczas pobrania obecna jest samica, która ma pobudzić samca. Nasienie pobrane do sztucznej pochwy, po przebadaniu i rozcieńczeniu, można przechowywać w stanie płynnym lub zamrożonym w tzw. bankach nasienia. Dzięki temu jeden ejakulat uzyskany od cennego reproduktora może być wykorzystywany do unasienniania większej liczby samic.

## Wykorzystanie w przemyśle erotycznym
Sztuczna pochwa funkcjonuje również w roli gadżetu erotycznego dla mężczyzn, który służy stymulacji seksualnej przez naśladowanie kobiecej anatomii. Standardowo składa się z:
- zatyczki tylnej, którą odkręca się przy czyszczeniu;
- obudowy, która często ukrywa prawdziwą funkcję sprzętu (i naśladuje np. głośnik, latarkę);
- zatyczki przedniej, chroniącej wnętrze;
- rękawa, czyli najważniejszej części, wnętrza gadżetu, który ma imitować dotyk ludzkiej skóry.

Za prekursora takich rozwiązań uważa się markę Fleshlight, opatentowaną w 1998 roku przez Steva Shubina.